# Јасеновац – истина
Јасеновац – истина је документарни ревизионистички филм из 2016. године хрватског редитеља Јакова Седлара који пориче холокауст. У филму се тврди да су размери Холокауста у Независној Држави Хрватској, марионетској држави Осовине, и геноцида над српским становништвом у Другом свјетском рату, преувеличани кроз послератну комунистичку пропаганду.

## Продукција
Током Другог светског рата Хрвати су били подељени између комунистичких партизана на челу са Јосипом Брозом Титом и фашистичких усташа на челу са Антом Павелићем. Павелић је дошао на власт након инвазије Осовине на Југославију у априлу 1941. године, прогласио независност од Југославије и владао је фашистичком марионетском државом Хрватском као диктатор до 1945. године, када су усташе поражене и земља реинтегрисана у Југославију. Док су били на власти, усташе су водиле кампању истребљења хрватских мањина, посебно Срба, Јевреја и Рома. Између 1941. и 1945. године подигли су више концентрационих логора, од којих је највећи био Јасеновац, који су преживели назвали „Аушвиц Балкана“. Процењује се да је око 100.000 затвореника страдало у логору, који је ослобођен тек после Павелићевог пораза у априлу 1945. године. Ратни догађаји и даље утичу на хрватску политику 21. века. „За многе Хрвате“, пише Економиста, „гласање има мање везе са левим или десним идеолошким уверењима већ има везе на чијој је страни била нечија породица током Другог светског рата“.
Филм је режирао и продуцирао Јаков Седлар, сценариста је Хрвоје Хитрец, а наратори хрватски глумци Драган Деспот и Сања Марин. Седлар је био "званични пропагандиста" хрватске владе током југословенских ратова 1990-их, према историчару Вјекославу Перици. Седлар је постао познат по филмовима као што су Госпа (Мадона) и Четвероред, који догађаје из Другог светског рата и Хладног рата приказују из хрватске националистичке перспективе. Снимио је и низ документарних филмова у којима велича ратног председника Фрању Туђмана и његову странку, десничарску Хрватску демократску заједницу. У очигледном покушају да се повећа њихов кредибилитет у иностранству, неколико је снимљено на енглеском језику, а наратор је био глумац Мартин Шин. Хитрец је био још један блиски Туђманов сарадник, али и један од оснивача ХДЗ-а. Године 1990. именован је за директора хрватске државне телевизије, Хрватске радиотелевизије. Од марта до јула 1991. био је хрватски министар информисања.
Филм је произведен донацијама хрватског канадског бизнисмена Антона Кикаша  и пензионисаног хрватског аустралијског фудбалера Јосипа Шимунића. Кикаш је био истакнути емигрантски прикупљач средстава који је подржавао хрватске националистичке циљеве током 1980-их и 1990-их. Дана 30. августа 1991. године, на врхунцу хрватског рата, ухапшен је на загребачком аеродрому због покушаја да прокријумчари велику залиху оружја Хрватској народној гарди, након што су Европска заједница и Уједињене нације увеле ембарго на оружје бивше Југославије. Три месеца касније пуштен је у размену заробљеника. Шимунић је 2013. зарадио суспензију на десет утакмица због скандирања усташког слогана За дом спремни након квалификационе утакмице за Свјетско првенство 2014. године, због чега је пропустио турнир.

## Радња
Филм почиње изјавом да број логораша који су страдали у Јасеновцу никада није тачно утврђен, а процењује се да се креће од 49.000 до 700.000 мртвих. Помиње документ из 1946. године у којем председник Државне комисије за утврђивање злочина окупаторских сила и њихових помагача извештава да су у Јасеновцу убијена 15.792 логораша. Филм затим нуди поглед на британски документарац из 1945. Болни подсетник: Докази за цело човечанство, у којем се наводи да је 20.000 страдало у логору.
После Првог светског рата, тврди филм, Хрватску су окупирали великосрпски експанзионисти и ројалистички герилци познати као четници, који су Хрвате сврстали у статус грађана другог реда. Истиче низ наводних убистава Хрвата у међуратној Југославији која су починили четници. У Јасеновцу је, тврди филм, српски трговац Лазар Бачић предводио банду која је између 1918. и 1941. убила пет Хрвата и терорисала безброј других. Током овог периода, влада краља Александра спроводила је дискриминаторне законе против Хрвата, користила је Краљевску југословенску војску да сломи бројне сељачке побуне и организовала убиство вође Хрватске сељачке странке Стјепана Радића, након чега се Александар прогласио краљевским диктатором. Југословенски затвори су се напунили хрватским патриотама, објашњава филм, а име Хрватска је избрисано са свих мапа. Као одговор на ово угњетавање, хрватски адвокат Анте Павелић основао је усташе, патриотски покрет чији је циљ био да брани хрватске националне интересе у „свим земљама које су Хрвати историјски насељавали“. Павелић је убрзо протеран у Италију, где је наставио да кује заверу против „београдског режима“. Године 1934. усташе су помагале у организацији убиства краља Александра у Марсеју. Његовој сахрани су присуствовали Филип Петен и Херман Геринг. Ова чињеница, тврди филм, намерно је изостављена из југословенске историографије.
Године 1941. године, усташе су прогласиле оснивање Независне Државе Хрватске. Након инвазије Осовине на Совјетски Савез у јуну 1941. године, Павелић је, у међувремену, био заведен у спровођење антијеврејских закона у немачком стилу. Бачић и његов син су побегли из Јасеновца и потражили уточиште у Србији, како се наводи, где су своје услуге понудили вођи колаборациониста Милану Недићу. Бачићева имовина, у којој је пре инвазије била фабрика цигле, претворена је у „концентрациони и радни“ логор и поново покренута производња. На свом врхунцу, циглана логора је запошљавала 180 логораша. Стотине радника умрло је од болести, исцрпљености или утапања у оближњој мочвари. Логор је коришћен за затварање свих противника Павелићевог режима без обзира на националну припадност, наводи се у филму, а тврди се да су већина логораша били Хрвати.
На хиљаде Јевреја је, како се наводи, потражило уточиште у Хрватској пре 1941. намамљени историјским филосемитизмом Хрвата. Стотине су прешле у римокатолицизам на наговор архиепископа Алојзија Степинца и тако спасиле своје животе. Павелићева супруга, тврди филм, и сама је била Јеврејка, као и многи високи усташки званичници. Гледаоцу се показује писмо чији је аутор наводно Павелић, у којем се од министра у Влади Милета Будака тражи да поштеди животе Јевреја који нису починили злочине против државе. У филму се тврди да је стотине логораша Јасеновца убијено у савезничким бомбардовању 1944–45. Између 1941. и 1945. године, затвореницима је било дозвољено да приређују концерте, читају књиге и играју фудбал, тврди филм, а услови су били хуманији од оних у немачким логорима. Наратор наводи да је послератна комунистичка пропаганда повећала број убијених у Јасеновцу, са процењених 18.000 на 600.000–700.000. Гледаоцу се показује наслов из партизанског листа Вјесник, за који се наводи да је из априла 1945. године, који каже да су лешеви бачени у Саву у Јасеновцу стигли до Загреба. Наратор доводи у питање истинитост ове тврдње, објашњавајући да Сава тече од Загреба, а не ка њему.
Филм изражава сумњу у непотпуну листу од преко 83.000 жртава коју је саставио Јасеновачки институт за истраживање, а на којој се наводно налазе имена појединаца које су на другом месту убили Немци и четници. Затим се тврди да су партизани користили Јасеновац као сопствени концентрациони логор између 1945. и 1951. године и да је више логораша изгубило живот док су га водили комунисти него када су га управљале усташе. Наратор, међутим, признаје да не постоје документарни докази који доказују ову хипотезу. Током неколико месеци у лето 1945. године, тврди филм, партизани су масакрирали стотине хиљада Хрвата дуж аустријске границе, починивши тако један од најгорих геноцида у европској историји. Наратор упозорава гледаоце да не верују мејнстрим историјским извештајима о хрватској ратној историји и наводи да један број истакнутих хрватских грађана, укључујући бивше председнике Стјепана Месића и Иву Јосиповића, као и низ лево оријентисаних историчара и новинара, кује заверу против земље перпетуирањем левичарских историјских наратива. Филм се завршава тако што наратор ове појединце назива „либералним фашистима“.

## Премијера и пријем филма
Филм је премијерно приказан у Арапско-хебрејском театру у Тел Авиву 28. фебруара 2016. године. Имао је своју хрватску премијеру у загребачком Кину Еуропа 4. априла 2016. и био је отворен за распродату публику. Пројекцији су присуствовали министар културе Златко Хасанбеговић и амбасадорка Израела у Хрватској Зина Калај Клајтман. Хасанбеговић је својевремено описао усташе као "хероје и шехиде" у колумни коју је писао за профашистички часопис током 1990-их. Отприлике у исто време када је писао за часопис, Хасанбеговић је такође снимљен како носи усташки шешир са фашистичким обележјима. Његово присуство на премијери је тако изазвало додатне контроверзе. Хасанбеговић је позитивно оценио документарни филм. „Овакви филмови су корисни јер говоре о бројним табу темама“, рекао је он. „Ово је најбољи начин да се коначно расветле низ контроверзних тачака хрватске историје.  Калај Клајтман се успротивио премиси филма, назвавши га увредљивим за жртве Холокауста и њихове породице. Даље је оптужила филмске ствараоце за историјски ревизионизам и умањивање обима и тежине усташких злочина.
Филм је имао и неколико пројекција у Немачкој, укључујући Берлин, Минхен, Штутгарт, Франкфурт, Хајделберг, Офенбах и Дармштат, од којих је неке организовала хрватска десничарска странка У име породице – Пројекат Домовина. Филм је 6. априла приказан у Богословији Сплитско-макарске надбискупије. Пројекцију је организовало Хрватско бенедиктинско друштво, а присуствовао је и потпредсједник Хрватског сабора Анте Санадер. Његово ДВД издање пропраћено је и краћим документарним филмом, такође у режији Седлара, под називом Холокауст у Србији, 1941–1945. Филм је лоше примљен од хрватске левице. Критиковали су га и припадници јеврејске заједнице у Хрватској. Научник Славко Голдштајн, који је и сам преживео холокауст, рекао је да филм промовише идеју да "Јасеновац није био логор смрти, већ само радни логор или логор за затворенике, казнени логор, без масовних погубљења." Он је даље описао филм као „пун полуистина, лажи и измишљотина“. Његов син, историчар Иво Голдштајн, такође је критиковао филм. На питање о тврдњи филма да је логор однео 18.000 живота, Голдштајн је одговорио: „То је срање. Ови људи једноставно знају да лажу. Постоје стотине докумената из тог времена у којима се помињу имена убијених у Јасеновцу." Лидер хрватских Срба Милорад Пуповац осудио је филм као „антисрпски и антисемитски“. Документарац је такође био оштро критикован у иностранству. Политички аналитичар Пол Хокенос описује га као „проусташки филм“.
Ефраим Зуроф, директор Центра Симон Визентал у Јерусалиму, верује да је премијера филма одржана у Израелу како би се одбациле оптужбе за антисемитизам. Српски новинар Младен Поповић критикује Седларову одлуку да своју продукцијску кућу назове Тесла филм, називајући је намерном провокацијом и оптужујући филмске ствараоце да су присвајањем истоименог проналазача додатно оцрнили српске жртве у Јасеновцу.

## Контроверзе

### Фалсификовани новински наслов
У априлу 2016. гом Ловро Крнић, хрватски новинар, доказао је да је један од новинских наслова који се види у филму лажиран. Речено је да је наслов из маја 1945. године новина хрватског народноослободилачког фронта Вјесник и тврди да су лешеви бачени у Саву стизали до Загреба из правца Јасеновца. Сврха његовог укључивања у филм била је да покаже да су партизани ширили лажи о Јасеновцу већ у мају 1945. године, с обзиром да Сава тече на исток од Загреба, а не према њему.
Убрзо након премијере, Крнић је прошао кроз загребачки државни архив и прегледао све мајске бројеве Вјесника, дотичног листа, из 1945. године. Открио је да такав наслов не постоји. Након детаљнијег увида, Крнић је открио да је наслов који се види у филму грубо исправљен, вероватно уз помоћ Фотошопа, пошто се чланак који се види испод измишљеног наслова поклапа са другом вести која није везана за Јасеновац. Упоређивањем осталих чланака присутних на насловној страни, Крнић је закључио да је оригинални број Вјесника коришћен за фалсификат објављен 15. маја 1945. године и да за филм није промењено ништа осим главног наслова, осим самог датума објављивања, који је замагљено у Седларовом филму лажним ефектом оштећења. Седлар је негирао да је кривотворио наслов и тврдио да је аутентичан. У интервјуу за Н1, регионални информативни канал, Седлар је рекао да је платио неименованом приватном колекционару у Београду да сними његов примерак Вјесника, додајући да су људи који га поседују "лопови" који су га вероватно "негде украли". Додао је да ни сам не поседује копију.

### Друга погрешна представљања и манипулације
Новинари и научници открили су додатне нетачности и погрешна представљања у недељама након објављивања филма. Новинар Никола Бајто је открио да фотографија која наводно приказује међуратне четнике у околини Јасеновца заправо приказује словеначке домобране из Другог светског рата, о чему сведочи слоган на словеначком језику Svoboda ali Smrt (Слобода или смрт) на транспаренту, што би било написано на српском да су приказани појединци заправо четници. За фотографију која наводно приказује фудбалски тим састављен од логораша, а која наводно доказује да је затвореницима дозвољено да учествују у рекреативним активностима, такође је утврђено да су је ствараоци погрешно представили. Фотографија је снимљена 1970-их година и приказује играче локалног нижелигаша НК Балкан Јасеновац.
У једном тренутку у филму, наратор се позива на покојног хрватског демографа Владимира Жерјавића (који је аутор низа научних студија о ратним погибијама у Југославији) по традиционалном српском имену Драгутин, називајући га „Драгутин Жерјавић“. Намера је, према речима хрватског новинара Владимира Матијанића, била да се Жерјавићева сазнања дискредитују навођењем да је он по националности Србин. Бајто је критиковао и део филма где је приказана фотографија Петена и Геринга на сахрани краља Александра 1934. године, при чему је наратор тврдио да је било какво помињање њиховог присуства изостављено из званичне југословенске историографије. Бајто је објаснио да су Петен и Геринг били међу стотинама европских достојанственика на сахрани и да њихово присуство не указује на било какве профашистичке симпатије од стране југословенске монархије. Он напомиње да њихов долазак тамо не само да никада није сакривен, већ да је управо књига из које су филмски ствараоци добили фотографију изашла у Србији педесетих година прошлог века.
Антифашистичка лига Хрватске, локална невладина организација, наводи да наводна преписка Павелић-Будак приказана у филму није аутентична и сугерише да су приказана писма написана на моделу писаће машине која је произведена тек након рата. Голдштајн је изјавио да никада раније није наишао на те папире. Седлар тврди да их је купио на црном тржишту. Такође се наводи да су ствараоци манипулисали снимљеним сведочењем преживелих кроз селективну монтажу како би усташе приказали у повољнијем светлу. „У филму су чак и два наводна стражара из периода наводног комунистичког логора: Словенци, који су идентификовани само иницијалима и замагљених лица“, пише хрватски новинар Свен Милекић. „Иако се не могу идентификовати, не изгледају као да имају више од 80 година, као што би морали да буду да су били стражари 1950. године.
Историчари су такође критиковали филмске ствараоце због наговештаја да су стотине хиљада усташких заробљеника погубљене од стране партизана после рата, рекавши да нема доказа који би поткрепили такву цифру. Филмски ствараоци су такође критиковани због тврдњи да је загребачка синагога једина преживела синагога у ратној европској престоници, а уништена је заједно са више од двадесет других хрватских синагога током рата. Фотографије различитих фаза вишемесечног разарања загребачке синагоге чак су и саме усташе снимиле и јавно изложиле на Антисемитској изложби у Загребу у мају 1942. године. „Сниматељи приказују јеврејско искуство у ратној Хрватској у најбољем могућем светлу“, написао је Матијанић. „Не помиње се депортација главног загребачког рабина у Аушвиц, где је убијен.  „Иронија је“, примећује Бајто, „да су Седлар и Хитрец лагали и манипулисали оптужујући партизане да управо то раде“. Он наставља да цео филм назива "лажом".

### Инклузија у образовне установе
У априлу 2016. године филм је приказан у оквиру програма вјеронауке у средњој школи у Сиску. Инцидент је изазвао пометњу међу хрватском антифашистичком левицом. Хрватски Јутарњи лист је инцидент назвао "скандалозним". Директор школе је одбацио критике да је неодговорно приказивати филм средњошколцима, тврдећи да сваки филм може да се приказује у учионици све док није потпуно забрањен. Хрватски новинар Томислав Шоштарић, који пише за Ал Џазиру Балканс, такве инциденте приписује оживљавању крајње десничарског расположења у Хрватској након повратка ХДЗ-а на власт на парламентарним изборима у новембру 2015. године. Неколико средњих школа у земљи је од тада приказало филм у својим учионицама, према Антифашистичкој лиги Хрватске.
Седлар је изјавио да намерава да прикаже филм у Меморијалном музеју холокауста Сједињених Америчких Држава у Вашингтону, као и у центру јеврејске заједнице у Њујорку. Он је такође навео да ће филм бити преведен на више језика и да ће примерци бити донирани десетинама универзитетских библиотека широм Европе и Северне Америке. Јад Вашем је био међу примаоцима филма. У априлу 2017. године, Зуроф је критиковао организацију због тога. „Чињеница да се неки предмет налази у колекцији ни на који начин не потврђује његов садржај, већ само одражава да је реч о нашем предмету интересовања“, рекао је Роберт Розет, директор библиотека Јад Вашема. Он је напоменуо да библиотечка збирка садржи више од 161.000 штампаних предмета и око 7.000 филмова, укључујући и оне који негирају холокауст.

### Тужбе и полемика око доделе награде
У јулу 2016. године, Антифашистичка лига Хрватске поднела је тужбу против Седлара наводећи да је филм подстицао етничку нетрпељивост и промовисао порицање холокауста. Наводе да је Седлар погрешно представио обим и тежину злочина почињених у Јасеновцу, покушавајући да то прикаже као "комунистички мит". Седлар је оптужен и да је намерно занемарио разговор о умешаности усташких јединица у ратне злочине, злочине против човечности и геноцид. У тужби се као доказ наводи измишљени новински наслов, а наводи се да је и преписка Павелића и Будака која се види у филму лажирана. У априлу 2017. Седлар је као одговор на оптужбе написао отворено писмо загребачкој скупштини у коме негира оптужбе.
Загребачка скупштина је у априлу 2017. године од Одбора за јавна признања, на челу са градоначелником Миланом Бандићем, добила предлог за одавање почасти Седлару. Предлог је критиковала хрватска јеврејска заједница, као и Центар Симон Визентал. Зуроф је написао писмо Скупштини тражећи да се тај предлог одбаци. „Позивамо вас да недвосмислено одбијете сваки предлог да се ода почаст Седлару, чије дело спада на сметлиште хрватске историје и није вредно било каквог одобрења или признања“, написао је Зуроф. Скупштина је 19. априла 2017. године објавила да је прихватила Седларову номинацију и доделила му Награду града Загреба, уз новчану награду од 4.000 евра. Супарничке групе демонстраната стајале су испред загребачке Скупштине док је објављивано саопштење, а антифашистичке и левичарске групе које су демонстрирали против Седлара, док су хрватски ветерани из Југословенских ратова изражавали своју подршку.